# Крутоярка (Костанайская область)
Крутоярка (каз. Крутояр) — село в Узункольском районе Костанайской области Казахстана. Входит в состав Пресногорьковского сельского округа. Код КАТО — 396651400.

## История
В 2019 году в состав Крутоярки включено село Октябрьское, расположенное в 6 км от населённого пункта.

## Население
В 1999 году население села составляло 146 человек (67 мужчин и 79 женщин). По данным переписи 2009 года, в селе проживало 114 человек (55 мужчин и 59 женщин).